# Дора 2006.
Дора 2006. је била четрнаесто издање хрватске националне селекције Дора која је одабрала пријаву Хрватске за Песму Евровизије 2006. Такмичење се састојало од два полуфинала 2. и 3. марта 2006. и финала 4. марта 2006. године, а све вечери су одржане у хотелу Кварнер у Опатији и емитована на ХТВ1.

## Формат
Тридесет и две песме такмичиле су се на Дори 2006. која се састојала од три емисије: две полуфиналне и финалне. Шеснаест песама се такмичило у сваком полуфиналу, а осам најбољих је наставило да комплетира поставу од шеснаест песама у финалу. Резултати свих емисија одређени су јавним телевизијским гласањем и гласовима жирија. Рангирање које су направиле оба тока гласања конвертовано је у бодове од 1 до 16 и додељено конкурентским песмама. Нерешено је одлучено у корист дела који је добио највише поена од жирија.
Жири који је гласао у све три емисије чинили су:
- Силвије Глојнарић – ХРТ
- Роберт Урлић – ХР
- Жељен Клаштерка – ХТВ
- Љиљана Винковић – ХТВ
- Александар Костадинов – ХТВ

### Пријаве
ХРТ је 10. фебруара 2006. објавио тридесет и две такмичарске пријаве, а међу извођачима су били Магазин који је представљао Хрватску на Песми Евровизије 1995. године, Данијела Мартиновић која је представљала Хрватску на Песми Евровизије 1995. у оквиру Магазина и 1998. и Клаудија Бени која је представљала је Хрватску на Песми Евровизије 2003. Певаче и песме за конкурс одабрала је петочлана стручна комисија коју су чинили Силвије Глојнарић (ХРТ), Роберт Урлић (ХР), Жељен Клаштерка (ХТВ), Љиљана Винковић (ХТВ) и Александар Костадинов (ХТВ) по извођачима и ХРТ је директно позвао композиторе да доставе своје радове.
| Извођач                     | Песма                      |
| --------------------------- | -------------------------- |
| Ален Витасовић              | "Шкифо"                    |
| Андреа Чубрић               | "Онако како волим"         |
| Ангелс                      | "Party дјевојка"           |
| Клаудија Бени               | "Само ти ми остани"        |
| Ђани Стипаничев             | "Тило уз тило"             |
| Данијела Мартиновић         | "Очи од сафира"            |
| Емина Араповић              | "Чувари љубави"            |
| Ен Фаце                     | "Чувај нас"                |
| Ибрица Јусић                | "Њежне ријечи"             |
| Ивана Банфић                | "Кад се склопе казаљке"    |
| Жак Хоудек                  | "Умријети с осмјехом"      |
| Јелена Розга                | "Не зови ме Марија"        |
| Карма                       | "Пусти да те води ритам"   |
| Краљеви улице               | "Као сан"                  |
| Кристина                    | "Записано на длану"        |
| Лана Јурчевић               | "Најбоља глумица"          |
| Латино                      | "Кунем се"                 |
| Магазин                     | "Опрости, мала"            |
| Magnetic                    | "Не могу лагати"           |
| Маја Шупут                  | "Кад склопим очи"          |
| Марија Хусар                | "Буди њен"                 |
| Массимо                     | "Ту на мојим рукама"       |
| Минеа                       | "Све док не постанем прах" |
| Петар Грашо                 | "Проклето сам"             |
| Raspashow                   | "У теби тражим спас"       |
| Rivers                      | "То је све за вечерас"     |
| Санди Ценов и Мирела Буноза | "То нисам више ја"         |
| Северина                    | "Моја штикла"              |
| Тина и Никша                | "Казна"                    |
| Тина Вуков                  | "Il treno per Genova"      |
| Влатка Покос                | "Најбоље"                  |
| Жанамари                    | "Љубав за једну ноћ"       |

## Вечери

### Полуфинала
Два полуфинала одржана су 2. и 3. марта 2006. године. Прво полуфинале су у првом полуфиналу водили Душко Ћурлић, Мирко Фодор и Песме Евровизије 1989. Рива Емилија Кокић, док су у другом полуфиналу били домаћини Душко Ћурлић, Мирко Фодор и Весна Писаровић. Осам учесника у квалификацијама за финале из сваког полуфинала одређени су комбинацијом 50/50 гласова петочланог жирија и јавног телегласа.
Поред извођења такмичарских радова, бивши хрватски учесници Евровизије наступили су у паузи током полуфинала. У првом полуфиналу наступили су Рива, Дубровачки трубадури, ЕНИ, Горан Каран, Клаудија Бени и Борис Новковић, док су Весна Писаровић, Крунослав Слабинац наступили Пут, Магазин, Данијела Мартиновић, Вана и Иван Микулић.
| Драв | Сонг                       | Жири | Публика | Укупно | Место |
| ---- | -------------------------- | ---- | ------- | ------ | ----- |
| 1    | "Кад склопим очи"          | 4    | 5       | 9      | 12    |
| 2    | "Не могу лагати"           | 1    | 7       | 8      | 13    |
| 3    | "Све док не постанем прах" | 6    | 1       | 7      | 14    |
| 4    | "l treno per Genova"       | 15   | 12      | 27     | 1     |
| 5    | "Чувај нас"                | 5    | 8       | 13     | 11    |
| 6    | "Онако како волим"         | 3    | 2       | 5      | 15    |
| 7    | "То нисам више ја"         | 2    | 3       | 5      | 16    |
| 8    | "Чувари љубави"            | 9    | 4       | 13     | 10    |
| 9    | "Party дјевојка"           | 7    | 13      | 20     | 8     |
| 10   | "Буди њен"                 | 11   | 6       | 17     | 9     |
| 11   | "Најбоља глумица"          | 10   | 16      | 26     | 3     |
| 12   | "Ту на мојим рукама"       | 16   | 9       | 25     | 4     |
| 13   | "Кад се склопе казаљке"    | 12   | 10      | 22     | 7     |
| 14   | "Проклето сам"             | 14   | 11      | 25     | 5     |
| 15   | "Опрости, мала"            | 13   | 14      | 27     | 2     |
| 16   | "Очи од сафира"            | 8    | 15      | 23     | 6     |

| Редослед | Сонг                     | Жири | Публика | Укупно | Место |
| -------- | ------------------------ | ---- | ------- | ------ | ----- |
| 1        | „Само ти ми остани“      | 5    | 2       | 7      | 14    |
| 2        | "Тило уз тило"           | 9    | 5       | 14     | 10    |
| 3        | "У теби тражим спас"     | 7    | 9       | 16     | 8     |
| 4        | "То је све за вечерас"   | 2    | 1       | 3      | 16    |
| 5        | "Казна"                  | 1    | 12      | 13     | 12    |
| 6        | "Умријети с осмјехом"    | 12   | 7       | 19     | 6     |
| 7        | "Шкифо"                  | 10   | 8       | 18     | 7     |
| 8        | "Најбоље"                | 8    | 4       | 12     | 13    |
| 9        | "Као сан"                | 15   | 15      | 30     | 1     |
| 10       | "Љубав за једну ноћ"     | 6    | 10      | 16     | 9     |
| 11       | "Записано на длану"      | 3    | 11      | 14     | 11    |
| 12       | "Кунем се"               | 4    | 3       | 7      | 15    |
| 13       | "Пусти да те води ритам" | 11   | 14      | 25     | 4     |
| 14       | "Не зови ме Марија"      | 13   | 13      | 26     | 3     |
| 15       | "Њежне ријечи"           | 16   | 6       | 22     | 5     |
| 16       | "Моја штикла"            | 14   | 16      | 30     | 2     |

### Финале
Финале је одржано 4. марта 2006. године, а домаћини су били Душко Ћурлић, Мирко Фодор, Емилија Кокић и Весна Писаровић. Победник "Моја штикла" у извођењу Северине одређен је комбинацијом 50/50 гласова петочланог жирија и гласова публике.
| Редослед | Песма                    | Жири | Публика | Укупно | Место |
| -------- | ------------------------ | ---- | ------- | ------ | ----- |
| 1        | "Party дјевојка"         | 5    | 9       | 14     | 10    |
| 2        | "Умријети с осмјехом"    | 6    | 3       | 9      | 15    |
| 3        | "Опрости, мала"          | 8    | 8       | 16     | 8     |
| 4        | "Шкифо"                  | 3    | 1       | 4      | 16    |
| 5        | "У теби тражим спас"     | 7    | 4       | 11     | 13    |
| 6        | "Очи од сафира"          | 4    | 6       | 10     | 14    |
| 7        | "Њежне ријечи"           | 11   | 2       | 13     | 11    |
| 8        | "Пусти да те води ритам" | 1    | 12      | 13     | 12    |
| 9        | "Il treno per Genova"    | 14   | 13      | 27     | 3     |
| 10       | "Проклето сам"           | 13   | 5       | 18     | 7     |
| 11       | "Најбоља глумица"        | 2    | 14      | 16     | 9     |
| 12       | "Моја штикла"            | 15   | 15      | 30     | 1     |
| 13       | "Не зови ме Марија"      | 9    | 10      | 19     | 6     |
| 14       | "Ту на мојим рукама"     | 16   | 7       | 23     | 4     |
| 15       | "Кад се склопе казаљке"  | 10   | 11      | 21     | 5     |
| 16       | "Као сан"                | 12   | 16      | 28     | 2     |